# Foixà (kommunhuvudort)
Foixà är en kommunhuvudort i Spanien.   Den ligger i provinsen Província de Girona och regionen Katalonien, i den östra delen av landet, 600 km öster om huvudstaden Madrid. Foixà ligger 65 meter över havet och antalet invånare är 334.
Terrängen runt Foixà är huvudsakligen platt, men åt sydväst är den kuperad. Runt Foixà är det ganska tätbefolkat, med 139 invånare per kvadratkilometer. Närmaste större samhälle är Girona, 15,6 km väster om Foixà. Trakten runt Foixà består till största delen av jordbruksmark.